# Engelskt förband

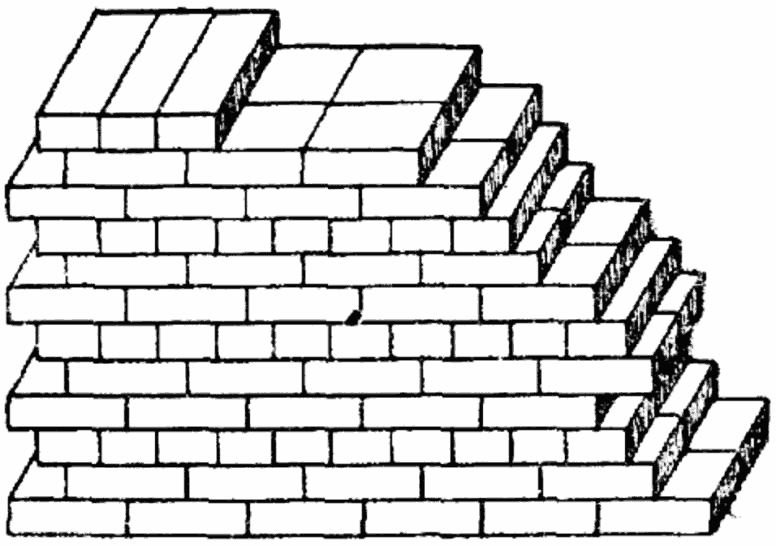
Engelskt förband

Engelskt förband är ett murförband i tegelmurning med omväxlande ett koppskift, när stenarna ligger vinkelrätt emot muren, och ett löpskift, när stenarna ligger längs med muren.Löpskift börjar från hörn med helsten och som andra sten i koppskiftet läggs en byggmästarpettring (sten kluven på längden). I normalt utförande liknar förbandet efter hörn ett sk blockförband. Bilden till höger är därför vilseledande.